# Малая Покровка (Красноярский край)
Ма́лая Покро́вка — деревня в Ачинском районе Красноярского края России. Входит в состав Ястребовского сельсовета.

## География
Деревня находится западнее реки Большой Улуй, на расстоянии примерно 12 км к востоку от города Ачинск, административного центра района. Абсолютная высота — 256 м над уровнем моря.

## Население
| 1989 | 2002 | 2010 |
| ---- | ---- | ---- |
| 79   | ↘73  | ↗80  |

### Гендерный состав
По данным Всероссийской переписи 2010 года, в деревне проживало 80 человек (46 мужчин и 34 женщины).

## Улицы
Уличная сеть деревни состоит из 2 улиц (ул. Лесная и ул. Центральная).